# 夏氏伏革菌属
夏氏伏革菌属（学名：Jaapia）是夏氏伏革菌目夏氏伏革菌科下的惟一一个属。

## 下属物种
本属包括以下物种：
- Jaapia argillacea Bres.
- Jaapia aucupariae
- 黄白夏氏伏革菌 Jaapia ochroleuca (Bres.) Nannf. & J.Erikss.